# Nate Britt
Nathaniel Cleveland Britt, detto Nate (Washington, 13 gennaio 1994), è un ex cestista e allenatore di pallacanestro statunitense.

## Statistiche

### College
| Anno       | Squadra             | PG  | PT | MP   | TC%  | 3P%  | TL%  | RP  | AP  | PRP | SP  | PP  |
| ---------- | ------------------- | --- | -- | ---- | ---- | ---- | ---- | --- | --- | --- | --- | --- |
| 2013-2014  | N. Carol. Tar Heels | 34  | 16 | 20,9 | 36,7 | 25,0 | 79,4 | 1,4 | 2,4 | 1,1 | 0,1 | 5,1 |
| 2014-2015  | N. Carol. Tar Heels | 38  | 3  | 15,3 | 38,4 | 36,6 | 88,2 | 1,4 | 1,5 | 0,5 | 0,0 | 5,5 |
| 2015-2016  | N. Carol. Tar Heels | 39  | 0  | 15,4 | 38,4 | 32,1 | 80,0 | 1,5 | 1,7 | 0,6 | 0,0 | 5,4 |
| 2016-2017† | N. Carol. Tar Heels | 40  | 7  | 19,0 | 35,4 | 33,3 | 73,0 | 1,8 | 2,4 | 1,0 | 0,1 | 4,5 |
| Carriera   | Carriera            | 151 | 26 | 17,5 | 37,2 | 33,5 | 81,2 | 1,5 | 2,0 | 0,8 | 0,0 | 5,1 |

## Palmarès
- McDonald's All-American Game (2012)
- Titoli NCAA: 1

North Carolina Tar Heels: 2017